# Farní sbor Českobratrské církve evangelické v Nejdku
Farní sbor Českobratrské církve evangelické v Nejdku je sborem Českobratrské církve evangelické v Nejdku. Sbor spadá pod Západočeský seniorát.
Sbor byl založen roku 1947. Jeho členskou základnu tvořili téměř výlučně čeští reemigranti. Sbor užívá kostel a faru, náležející původně nejdeckému německému evangelickému (luterskému) sboru.
Sbor je v současné době neobsazen, kurátorem sboru je Jiří Jendele.

## Faráři sboru
- Emil Jelínek ThDr. (1946–1952)
- Antonín Blažek (1952-1964)
- Jan Blahoslav Šourek (1964-1982, působení ukončeno z politických důvodů)
- Pavel Freitinger (1985–1992)
- Luděk Sequens (1994–1998)
- Michal Šourek (2002–2007)
- Bob Helekia Ogola (2007–2020)
- Radek Matuška (2021–2023)